# Donald Davies
Donald Davies, född 7 juni 1924 i Treorchy, död 28 maj 2000 i Esher,  var en brittisk datavetare. Han uppfann paketförmedlande nätverk 1956 och brukar ses som en av internets skapare, tillsammans med Bob Kahn och Vint Cerf. Han formgav NPL-nätverket.
År 2012 invaldes han postumt in i Internet Hall of Fame.
Asteroiden 9448 Donaldavies är uppkallad efter honom.